# Dérivabilité
Une fonction réelle d'une variable réelle est dérivable en un point a quand elle admet une dérivée finie en a, c'est-à-dire, intuitivement, quand elle peut être approchée de manière assez fine par une fonction affine au voisinage de a. Elle est dérivable sur un intervalle réel ouvert non vide si elle est dérivable en chaque point de cet intervalle. Elle est dérivable sur un intervalle réel fermé et borné (c'est-à-dire sur un segment réel) non réduit à un point si elle est dérivable sur l'intérieur de cet intervalle et dérivable à droite en sa borne gauche, et dérivable à gauche en sa borne droite.
La dérivabilité se démontre usuellement de deux façons :
- dans l'étude locale (c'est-à-dire en se plaçant dans un voisinage du point étudié), en utilisant directement la définition de l'existence du nombre dérivé à l'aide de limites. Ainsi, une fonction f définie sur l'intervalle I est dite dérivable en un point a de I s'il existe un réel ℓ tel que{\displaystyle \ell =\lim _{x\to a}{\frac {f(x)-f(a)}{x-a}}}ou, ce qui est équivalent :{\displaystyle \ell =\lim _{h\to 0}{\frac {f(a+h)-f(a)}{h}}} ;
- dans l'étude globale (c'est-à-dire sur tout un intervalle), en utilisant les propriétés des dérivées pour montrer que f est un assemblage de fonctions connues et dérivables sur un intervalle donné. Par exemple, {\displaystyle f(x)={\rm {e}}^{x}-{\sqrt {3+\sin x}}} ou autre

La dérivabilité entraîne la continuité : pratiquement, en un point non isolé du domaine de définition de la fonction, la continuité sera un préalable nécessaire pour pouvoir étudier la dérivabilité en ce point ; si l'on sait qu'une fonction est dérivable en un point, alors on sait qu'elle est (préalablement) continue en ce point. Mais la réciproque est fausse, comme le montrent les exemples ci-dessous.
Les fonctions de classe C1 sur un intervalle réel non vide et non réduit à un point (un tel intervalle est dit « non trivial ») sont des fonctions dérivables à fonction dérivée première continue sur cet intervalle.
La dérivabilité peut se concevoir également pour des fonctions de la variable réelle à valeurs dans un espace vectoriel normé. Il existe également une notion de dérivabilité pour des fonctions de la variable complexe mais les propriétés de ces fonctions sont très spécifiques et conduisent à l'étude des fonctions holomorphes.

## Plusieurs définitions équivalentes
Soit f une fonction définie sur un intervalle non trivial I de ℝ et à valeurs dans ℝ et soit a un élément de I, on dit que f est dérivable en a si l'une des quatre affirmations équivalentes suivantes est vérifiée :
1. la fonction g définie sur I\{a} par : {\displaystyle g(x)={\frac {f(x)-f(a)}{x-a}}} admet une limite réelle ℓ1 en a ;
2. la fonction φ définie pour tout réel h non nul tel que a + h soit élément de I par : {\displaystyle \varphi (h)={\frac {f(a+h)-f(a)}{h}}} admet une limite réelle ℓ2 en 0 ;
3. il existe un réel ℓ3 et une fonction ε définie sur I et dont la limite en a est nulle tels que, pour tout réel x de I, {\displaystyle f(x)=f(a)+\ell _{3}(x-a)+(x-a)\varepsilon (x)} ;
4. la courbe représentative de f admet en son point A(a, f(a)) d'abscisse a une droite tangente non parallèle à l'axe des ordonnées.

La première et la seconde affirmation sont équivalentes : il suffit de poser x = a + h. La troisième affirmation est équivalente aux deux autres et les réels ℓ1, ℓ2 et ℓ3 sont égaux ; elle illustre ce que l'on entend par approcher la fonction par une fonction affine « assez finement ».
Dans la quatrième affirmation, la pente de la tangente correspond aux nombres ℓ1, ℓ2 et ℓ3 ; c'est le nombre dérivé de f en a. Il existe des fonctions dont la courbe représentative admet une tangente en a sans que la fonction soit dérivable en a : il suffit que la tangente à la courbe soit parallèle à l'axe des ordonnées.

## Dérivabilité à gauche ou à droite
Soit f une fonction définie sur un intervalle I contenant un intervalle de la forme [a, t] où t ≠ a, on dit que f est dérivable à droite en a si la restriction de f à l'intervalle [a, t]  est dérivable en a. On note alors {\displaystyle f'_{d}(a)} la dérivée en a de cette restriction, et on l'appelle le nombre dérivé de la fonction f en a à droite. En son point d'abscisse a, la courbe représentative de f admet une demi-tangente à droite, non parallèle à l'axe des ordonnées.
On définit de même la dérivabilité à gauche en a comme la dérivabilité en a de la restriction de f à un intervalle [t, a].
Une fonction dérivable en a est, a fortiori, dérivable à droite et à gauche en a si a est un point intérieur à l'intervalle I. Une fonction peut être dérivable à droite et à gauche en a sans pour autant être dérivable en a. Si a est un point intérieur à l'intervalle I, f est dérivable en a si et seulement si elle est dérivable à gauche et à droite en a avec {\displaystyle f'_{d}(a)=f'_{g}(a)}.
Ainsi les fonctions {\displaystyle x\mapsto |x|} ou {\displaystyle x\mapsto |x^{2}-x|} sont dérivables à droite et à gauche en 0 sans pour autant être dérivables en 0 car les dérivées à gauche et à droite en 0 sont différentes.

## Dérivabilité et continuité
Une fonction dérivable en a est nécessairement continue en a. La dérivabilité d'une fonction ne se cherche donc qu'en des points où la fonction est déjà continue.
La réciproque de cette affirmation est fausse : il existe des fonctions continues en a mais non dérivables en ce point. Ainsi la fonction valeur absolue est continue en 0 mais n'est pas dérivable en ce point. La fonction racine carrée est continue en 0, sa courbe possède une tangente au point d'abscisse nulle mais la fonction n'est pas dérivable en 0. Enfin, la fonction x ↦ xsin(1/x) se prolonge par continuité en 0 mais le prolongement n'est pas dérivable en 0. Il existe même des fonctions continues nulle part dérivables.
Une fonction dérivable à droite (respectivement à gauche) en a est continue à droite (respectivement à gauche) en ce point.

## Dérivabilité et opérations
Somme, produit : Si f et g sont deux fonctions définies sur un intervalle I non trivial et dérivables en a, élément de I, alors les fonctions f + g, λ•f (pour λ réel quelconque) et f × g sont également dérivables en a. 
L'ensemble des fonctions dérivables sur I, muni des (restrictions des) deux lois de composition internes + et × et de la loi de composition externe • à opérateurs réels, est alors une sous-algèbre de l'algèbre des fonctions continues sur I.
Inverse : Si f est une fonction définie et non nulle sur un intervalle I non trivial et dérivable en a, élément de I, alors son inverse 1/f est également dérivable en a.
Composée : Si I et J sont deux intervalles non triviaux, si f est définie sur I à valeurs dans J et si g est définie sur J (et à valeurs réelles), si f est dérivable en a, élément de I, et si g est dérivable en f(a) alors la composée g ∘ f est dérivable en a.
Réciproque : Si f est une application à valeurs réelles continue et strictement monotone sur l'intervalle non trivial I, on sait (théorème de la bijection) qu'elle induit une bijection F de l'intervalle I vers l'intervalle J = f(I) (intervalle image directe de I par l'application f) ; si de plus f, donc F, est dérivable en a, élément de I, et de dérivée non nulle en a, alors la bijection réciproque de F, l'application F −1, est dérivable en F(a).
Dans le théorème précédent, le fait de prendre une fonction continue, strictement monotone assure l'existence d'une bijection réciproque continue par le théorème de la bijection. On trouve également des versions moins fortes de ce théorème : si f est une bijection de I sur J dérivable en a de dérivée non nulle en a et si la réciproque de f est continue en f(a) alors  elle est dérivable en f(a).

## Dérivabilité et prolongement
Le théorème suivant porte parfois le nom de « théorème de la limite de la dérivée » ou « théorème sur le prolongement d'une fonction dérivable » : si f est continue sur I et dérivable sur I \ {a} et si f '  possède une limite réelle ℓ en a alors f est dérivable en a et f '(a) = ℓ. Cette propriété est une conséquence directe du théorème des accroissements finis.
C'est sous cette forme que la propriété est en général citée, mais il existe aussi des versions plus fortes où les conditions initiales sont moins restrictives, ainsi :
- Si f est dérivable sur ]a, b] et si f ' possède en a une limite réelle, alors f est prolongeable par continuité à droite en a et son prolongement est dérivable à droite en ce point[7].

L'existence d'une limite  à f en a provient du fait que la dérivée possédant une limite en a, elle est bornée au voisinage de a par M. L'inégalité des accroissements finis permet de dire que pour tous x et y de ]a, a + h[, |f(x) – f(y)| ≤ M|x – y|. Selon le critère de Cauchy d'existence de limite, puisque {\displaystyle \lim _{x,y\to a^{+}}|f(x)-f(y)|=0}, la fonction f admet bien une limite à droite en a.
- Si f est continue sur I et dérivable à droite en tout point de I \ {a} et si f 'd admet une limite en a alors f est dérivable en a[8].

Cette version provient du fait qu'il existe un théorème des accroissements finis, valable pour des fonctions uniquement dérivables à droite.
Ces théorèmes de prolongement sont très utiles dans le cas où les règles opératoires permettent de définir une dérivée sauf en un point.

## Dérivabilité des fonctions à variations particulières

### Fonction convexe
Une fonction convexe sur un intervalle ouvert est dérivable à droite et à gauche en tout point et l'ensemble des points où la dérivée à droite est différente de la dérivée à gauche est au plus dénombrable,.

### Fonction monotone
Une fonction monotone sur un intervalle I est dérivable presque partout. Ce théorème est attribué à Henri-Léon Lebesgue. Pour une fonction monotone continue, il existe une démonstration relativement abordable,. En démontrant qu'une fonction de saut a presque partout une dérivée nulle, on en déduit le résultat pour une fonction monotone quelconque et, par différence, pour une fonction à variation bornée (voir ci-dessous). On peut aussi utiliser la propriété de dérivabilité presque partout des fonctions à variation bornée car une fonction monotone est à variation bornée.

### Fonction lipschitzienne
On dit que f est k-lipschitzienne sur un intervalle I si
Une fonction k-lipschitzienne sur I est dérivable presque partout. Il est possible de déduire cette propriété du fait qu'une fonction k-lipchitzienne est à variation bornée, mais on peut plus simplement utiliser le fait que la fonction x ↦ f(x) – kx est continue monotone décroissante.
Cette propriété est un cas particulier d'un théorème plus général, concernant les applications lipschitziennes d'un ouvert de  ℝn dans ℝm : le théorème de Rademacher.

### Fonction à variation bornée
Une fonction à variation bornée est dérivable presque partout.
Ce théorème englobe les cas particuliers des fonctions lipschitziennes et des fonctions monotones. Il est valable pour des fonctions à valeurs dans l'ensemble des réels mais aussi pour des fonctions de la variable réelle à valeurs dans l'ensemble des complexes.

## Fonctionnfois dérivable
La définition d'une fonction n fois dérivable se fait par récurrence :
- une fonction dérivable en a est dite dérivable une fois en a et la dérivée en a est appelée dérivée première en a ;
- une fonction définie sur un intervalle I est dérivable n + 1 fois en un élément a de I si elle est dérivable n fois au voisinage de a et si sa dérivée n-ième est dérivable en a.

## Exemples illustratifs

### Quelques exemples de fonctions dérivables
Ces fonctions sont dérivables sur tout intervalle réel où elles sont définies :
- les fonctions polynomiales,
- les fonctions exponentielle et logarithme,
- les fonctions trigonométriques sinus, cosinus, etc.

Ces fonctions sont dérivables sauf sur un ensemble « exceptionnel » :
- une fonction convexe sur un intervalle est dérivable sauf sur un ensemble dénombrable :
- une fonction monotone, et plus généralement une fonction à variation bornée, est dérivable presque partout.

### Exemples de fonctions non dérivables
Les fonctions suivantes ne sont pas dérivables sur ℝ :
- une fonction qui n'est pas continue en un point n'y est pas non plus dérivable ;
- la fonction continue valeur absolue qui admet en 0 une dérivée à droite différente de sa dérivée à gauche ;
- plus généralement, une intégrale indéfinie {\displaystyle F(x)=\int _{a}^{x}f(t)\,{\rm {d}}t} d'une fonction f continue par morceaux : aux points de discontinuité de f, la fonction F est continue mais non dérivable ; elle y est seulement dérivable à gauche et à droite ;
  - une intégrale indéfinie F de la fonction partie entière, non dérivable aux abscisses entières ;
  - une intégrale indéfinie x  ↦ x2/2 – F(x) de la fonction partie décimale, idem ;
- la fonction F(x) = xsin(1/x) qui, non définie en x = 0, se prolonge par continuité en 0 si l'on pose F(0) = 0. Elle n'est pas dérivable en 0. En effet, x  ↦ F(x)/x = sin(1/x) n'a pas de limite lorsque x tend vers 0, puisque y  ↦ sin(y) — périodique et non constante — n'a pas de limite lorsque y tend vers l'infini ;

Une intégrale indéfinie (rouge) d'un signal carré (bleu) est continue mais non dérivable.
Une intégrale indéfinie (rouge) de la partie entière (bleu) est continue mais pas dérivable.
La fonction x  ↦ xsin(1/x) est continue en 0 mais pas dérivable à gauche ni à droite.

- la fonction de Weierstrass : {\displaystyle f(x)=\sum _{n=0}^{\infty }a^{n}\cos(b^{n}\pi x)} ;

Si {\displaystyle \vert a\vert <1}  on a une série de fonctions continues qui converge uniformément et {\displaystyle f\,} est donc continue.
Mais si  {\displaystyle \vert ab\vert >1}, cette fonction n'est nulle part dérivable.
- observant des trajectoires de particules de pollen suivant un mouvement brownien, le physicien Jean Perrin aurait dit que ces trajectoires évoquaient irrésistiblement les fonctions non dérivables des mathématiciens. Il voyait juste : il a été démontré plus tard que, pour la mesure de Wiener, presque toutes les trajectoires du mouvement brownien sont non dérivables.

## Généralisations

### Modification de l'ensemble d'arrivée
La définition s'étend telle quelle aux fonctions à valeurs dans ℝn
ou plus généralement dans un espace vectoriel normé.
 Soit I un intervalle non réduit à un point, et f une fonction définie sur I et à valeurs dans un espace vectoriel normé E. Soit a un élément de I. La fonction f est dérivable en a si la limite {\displaystyle \lim _{h\to 0}{\frac {1}{h}}\left(f(a+h)-f(a)\right)} existe dans E.
On retrouve de même la définition de la dérivabilité à droite et à gauche, le fait qu'une fonction dérivable à gauche et à droite en a et dont la dérivée à gauche coïncide avec la dérivée à droite est dérivable en a.
La dérivabilité est compatible avec la somme des fonctions et la multiplication par un réel. L'ensemble des fonctions définies sur I, à valeurs dans E et dérivables en a est un sous-espace vectoriel de l'ensemble des fonctions définies sur I et à valeurs dans E.
Existe également la notion de fonction n fois dérivable.
Les théorèmes de prolongement existent également : une fonction continue sur I dérivable sur I\{a} et dont la dérivée possède une limite en a est dérivable en a (on peut même se contenter d'une fonction dérivable à droite). Cependant pour affirmer que toute fonction définie et dérivable sur ]a, b], dont la dérivée possède une limite en a, est  prolongeable en une fonction dérivable à droite en a, il est nécessaire que, dans l'espace vectoriel E, toute suite de Cauchy converge. Cette version du théorème de prolongement n'est donc valable que lorsque E est un espace de Banach.

### Fonctions d'une variablecomplexe
On définit encore de la même façon la dérivabilité d'une fonction de ℂ dans ℂ. 
Soit f une fonction définie sur un ouvert U de ℂ à valeurs dans ℂ, et a un élément de U. La fonction f est dérivable en a si {\displaystyle \lim _{h\to 0,h\neq 0}{\frac {f(a+h)-f(a)}{h}}} existe.
Il s'avère que la situation est profondément différente du cas réel, voir analyse complexe.
Une fonction de ℂ dans ℂ peut être considérée comme une fonction de ℝ2 dans ℝ2. Elle est dérivable en a = x + iy si et seulement si elle est différentiable en (x, y) et si les différentielles partielles vérifient en ce point l'égalité
{\displaystyle {\frac {\partial f}{\partial x}}+{\rm {i}}{\frac {\partial f}{\partial y}}=0.}
Si l'on note f = u + i v où u et v sont des fonctions de ℝ2 dans ℝ, la dernière égalité se traduit par la double égalité suivante
{\displaystyle {\frac {\partial u}{\partial x}}(x,y)={\frac {\partial v}{\partial y}}(x,y){\text{ et }}{\frac {\partial v}{\partial x}}(x,y)+{\frac {\partial u}{\partial y}}(x,y)=0.}
On peut également définir une dérivabilité pour des fonctions de ℂ dans un espace vectoriel normé E sur ℂ.

## Autres dérivabilités
Il existe d'autres définitions de la dérivabilité permettant d'étendre ou de restreindre l'ensemble des fonctions dérivables. Les propriétés de ces nouvelles dérivées sont alors, selon les cas, moins fortes ou plus fortes.

### Dérivabilité selon Schwarz
Soit f une fonction définie sur un intervalle ouvert I, et a un point de I, on dit que f  est dérivable selon Schwarz en a s'il existe un réel fs(a) tel que 
{\displaystyle \lim _{h\to 0}{\frac {f(a+h)-f(a-h)}{2h}}=f^{s}(a).}
Ce réel est appelé la dérivée symétrique de f en a.
Une fonction dérivable est toujours dérivable selon Schwarz et la dérivée symétrique correspond à la dérivée classique, mais la réciproque est fausse. Ainsi la fonction valeur absolue est dérivable selon Schwarz en 0, de dérivée symétrique nulle, alors qu'elle n'est pas dérivable en 0 pour la définition classique. Il n'est même pas nécessaire que la fonction soit continue en 0 pour être dérivable selon Schwarz.
Si la fonction f est continue sur I et si fs est continue en a alors f est dérivable en a.
Pour une fonction continue sur I, l'existence d'une dérivée symétrique positive  suffit pour affirmer que f est croissante et l'existence d'une dérivée symétrique constamment nulle suffit pour prouver que f est constante.

### Dérivabilité forte
Cette notion de dérivabilité est proposée en 1892 par Giuseppe Peano, qui la trouve plus proche de l'outil utilisé en physique et qui la préfère en mathématique car elle induit des résultats plus forts.
Soit f une fonction réelle définie sur un ouvert A et a un réel . La fonction f est dérivable fortement ou dérivable strictement en a s'il existe un réel f*(a) tel que
{\displaystyle \lim _{(x,y)\to (a,a),x\neq y}{\frac {f(x)-f(y)}{x-y}}=f^{*}(a).}
Une fonction strictement dérivable en a est dérivable en a et la dérivée forte est égale à la dérivée classique mais il existe des fonctions dérivables qui ne sont pas fortement dérivables. C'est le cas par exemple de la fonction  f(x) = x2sin(1/x) prolongée par continuité en 0 en posant f(0) = 0 qui est dérivable en 0 mais non fortement dérivable en ce point.
Si la fonction f est continument dérivable en a alors elle est fortement dérivable en a mais il existe des fonctions fortement dérivables en a dont la dérivée en a n'est pas continue. Si f est fortement dérivable sur un ouvert alors elle est continument dérivable sur ce même ouvert.